# Rodriguezia granadensis
Rodriguezia granadensis är en orkidéart som först beskrevs av John Lindley, och fick sitt nu gällande namn av Heinrich Gustav Reichenbach. Rodriguezia granadensis ingår i släktet Rodriguezia och familjen orkidéer. Inga underarter finns listade i Catalogue of Life.